# Cerapachys bicolor
Cerapachys bicolor är en myrart som först beskrevs av Clark 1924.  Cerapachys bicolor ingår i släktet Cerapachys och familjen myror. Inga underarter finns listade.